# Op dem Besch
Op dem Besch ist ein Weiler der Ortsgemeinde Nasingen im Eifelkreis Bitburg-Prüm in Rheinland-Pfalz.

## Geographische Lage
Op dem Besch liegt rund 400 m südlich von Nasingen auf einer Hochebene. Der Weiler ist von einigen kleineren landwirtschaftlichen Nutzflächen sowie umfangreichem Waldbestand im Osten, Süden und Westen umgeben. Östlich des Weilers fließt ein Ausläufer des Gecklerbaches und westlich der Koxhauser-Bach.

## Geschichte
Zur genauen Entstehungsgeschichte des Weilers liegen keine Angaben vor. Es ist von einer späten Entstehung auszugehen. Der Hauptort Nasingen zählte 1846 mit 70 Einwohnern zur Bürgermeisterei Lahr. Hier wird der Weiler Op dem Besch noch nicht erwähnt.
Im Weiler sind zudem keine Kulturdenkmäler ausgewiesen.

## Sehenswürdigkeiten und Naherholung

### Höhenpunkt
Op dem Besch liegt zusammen mit Nasingen unterhalb der sogenannten Muxerather Höhe. Hierbei handelt es sich um den einst höchsten Berg des Altkreises Bitburg mit einer Höhe von 535 m über NHN.

### Wandern
Aus touristischer Sicht ist die Region um Nasingen vor allem durch die Gewässer und naturbelassenen Biotope bekannt. Zum Wandern empfiehlt sich eine Rundwanderung mit einer Länge von knapp 14 km. Die Strecke führt von Nasingen nach Muxerath über Obergeckler und wieder zurück.

## Verkehr
Es existiert eine regelmäßige Busverbindung ab Nasingen.
Op dem Besch ist durch die Kreisstraße 53 erschlossen und liegt rund 2 km nördlich der Bundesstraße 50.

## Einzelnachweis
1. ↑  Wanderroute Nasingen. Abgerufen am 22. September 2021.